# Soggetto passivo
Il soggetto passivo di una obbligazione tributaria è colui il quale è tenuto al versamento dell'imposta in virtù di un fatto o di un atto giuridico rilevatore di capacità contributiva a lui riconducibile e che la legge ha individuato come presupposto d'imposta.
La nozione di soggetto passivo è analoga a quella del debitore nelle obbligazioni di diritto privato. L'alter-ego del soggetto passivo è il soggetto attivo che è identificabile nel soggetto creditore dell'obbligazione tributaria.
Nell'ambito delle imposte sui redditi il soggetto passivo è colui il quale ha prodotto o percepito un reddito, mentre soggetto attivo è lo Stato, che, in quanto creditore, ha diritto di esigere l'imposta.
Figure diverse dal soggetto passivo sono il sostituto d'imposta e il responsabile d'imposta.